# رنگارنگ
رنگارنگ یک نمایش تلویزیونی به تهیه‌کنندگی و کارگردانی اسماعیل احمدی و داوود جم و با اجرای خوانندگان مطرح ایران بود که از سال ۱۳۵۵ هر پنجشنبه و پس از مدتی هر جمعه بعد از ظهر تا چند هفته پیش از وقوع انقلاب ۵۷ از شبکه دو تلویزیون ملی ایران پخش می‌شد.
اولین قسمت این برنامه در ۱۶ مهر سال ۱۳۵۵ همزمان با جشن مهرگان و رنگی شدن شبکه دوم تلویزیون ملی ایران آغاز شد و ۳۰ دقیقه مدت داشت. فرزانه تأییدی به عنوان مجری در اولین قسمت این برنامه حضور داشت ولی وقتی قسمت دوم برنامه پس از یک وقفه یکماهه پخش شد، کارگردانان برنامه تصمیم گرفتند تا از مجری استفاده نکنند. بعدها گوگوش و هایده نیز در قسمتهایی از این برنامه در کنار اجرای ترانه‌های خود به عنوان مجری هم ظاهر شدند. تهیه‌کنندگان این برنامه پیشتر از نورپردازان رادیو تلویزیون ایران بودند و این واریته اولین تولید مشترک تلویزیونی آن دو بود. این برنامه به قدری مورد توجه قرار گرفت که قسمتهایی از آن بعدها به کشورهای همسایه از جمله کویت، بحرین، افغانستان و مصر نیز فروخته شد.

## دست‌اندرکاران

### سازندگان
| نام           |
| ------------- |
| اسماعیل احمدی |
| داوود جم      |

### مجریان
| مجری          | حضور                   |
| ------------- | ---------------------- |
| فرزانه تاییدی | قسمت اول               |
| گوگوش         | تعداد محدودی از قسمت‌ها |
| هایده         | تعداد محدودی از قسمت‌ها |

### خوانندگان
به ترتیب حروف الفبا اسم کوچک
| خواننده        | سبک                              |
| -------------- | -------------------------------- |
| آلیس الوندی    | پاپ                              |
| ابی            | پاپ                              |
| اشکان          | پاپ (خواننده تازه نفس)           |
| اکی بنایی      | محلی                             |
| الهه           | سنتی                             |
| امیر رسایی     | پاپ                              |
| ایرج           | سنتی                             |
| بتی            | پاپ                              |
| بهی            | پاپ (خواننده تازه نفس)           |
| بیتا           | پاپ                              |
| پری زنگنه      | اپرا                             |
| پوران          | پاپ و سنتی                       |
| پونه           | پاپ                              |
| حبیب           | پاپ                              |
| حبیب نیاورانی  | پاپ (خواننده تازه نفس)           |
| حسن خیاط باشی  | پاپ                              |
| حسن شماعی زاده | پاپ                              |
| حمیرا          | پاپ و سنتی                       |
| داریوش         | پاپ                              |
| رامش           | پاپ                              |
| زیبا یکتاپرست  | پاپ                              |
| سارا بفخم      | محلی آذری                        |
| ستار           | پاپ                              |
| سلی            | پاپ                              |
| سیمین غانم     | پاپ و سنتی                       |
| سیمین قدیری    | پاپ (خواننده تازه نفس)           |
| شاهرخ          | پاپ                              |
| شهرام شب‌پره    | پاپ                              |
| شهره           | پاپ                              |
| ضیاء           | پاپ و محلی                       |
| طوفان          | پاپ                              |
| عارف           | پاپ                              |
| علی معدلیان    | پاپ (خواننده تازه نفس)           |
| علی‌اکبر عزلتی  | پاپ (خواننده تازه نفس)           |
| عماد رام       | سنتی (خواننده وزارت فرهنگ و هنر) |
| عهدیه          | پاپ و سنتی                       |
| فتانه          | پاپ (خواننده تازه نفس)           |
| فرامرز پارسی   | پاپ                              |
| فرزین          | پاپ                              |
| فرشته          | پاپ                              |
| فرهاد          | راک و پاپ                        |
| فرهاد سوادکوهی | پاپ (خواننده تازه نفس)           |
| فریدون فرخزاد  | پاپ                              |
| فریدون فروغی   | راک و پاپ                        |
| کوروش یغمایی   | راک و پاپ                        |
| گلپا           | سنتی                             |
| گوگوش          | پاپ                              |
| گیتی           | پاپ و سنتی                       |
| لیلا فروهر     | پاپ                              |
| مارتیک         | پاپ                              |
| مازیار         | پاپ                              |
| مانیا طاهری    | سنتی (خواننده وزارت فرهنگ و هنر) |
| ماه‌منیر اشتیاق | پاپ (خواننده تازه نفس)           |
| مرتضی          | پاپ                              |
| مرجان          | پاپ                              |
| مرسده          | پاپ (خواننده تازه نفس)           |
| مریم           | پاپ (خواننده تازه نفس)           |
| مولود زهتاب    | پاپ                              |
| مهستی          | پاپ و سنتی                       |
| نادیا رام      | سنتی (خواننده وزارت فرهنگ و هنر) |
| نسرین          | پاپ                              |
| نلی            | پاپ                              |
| نوش آفرین      | پاپ                              |
| هایده          | پاپ و سنتی                       |
| هوشمند عقیلی   | سنتی                             |
| یلدا           | پاپ (خواننده تازه نفس)           |

### خوانندگان خارجی
| خواننده            | کشور      |
| ------------------ | --------- |
| ایوا زانیکی        | ایتالیا   |
| امل ساین           | ترکیه     |
| آژدا پکان          | ترکیه     |
| نعیم پوپل          | افغانستان |
| استاد مهوش         | افغانستان |
| جلیل زلاند         | افغانستان |
| مانوئل             | لبنان     |
| آندره دانیک        | ارمنستان  |
| آرمینه مارتیروسیان | ارمنستان  |

### رقصندگان
| رقصنده |
| ------ |
| جمیله  |
| لیندی  |

قسمت‌هایی از برنامه نیز به آتراکسیون‌های مختلف از جمله شعبده‌بازی، رقصهای فولکوریک ایرانی و بین‌المللی، عروسک‌بازی و مصاحبه با مردم اختصاص داده شده بود.